# Eisenbahnunfall von Berg am Laim
Bei dem Eisenbahnunfall von Berg am Laim explodierten am 8. Mai 1945 auf dem Rangierbahnhof München Ost im Münchner Stadtteil Berg am Laim Teile eines Zuges, der Munition geladen hatte. Elf Menschen starben.

## Ausgangslage
Am 8. Mai 1945 endete der Zweite Weltkrieg in Europa. Durch die Kriegszerstörungen war der Verkehr der Deutschen Reichsbahn zum Erliegen gekommen, Züge dort stehen geblieben, wo es nicht mehr weiter ging oder sie vom Personal verlassen worden waren. So standen auch im Rangierbahnhof München Ost zahlreiche Züge, für die sich niemand mehr verantwortlich fühlte und deren Ladegut nicht bekannt war – darunter auch ein Zug, der Sprengstoff, Pulverfässer, Granaten und andere Munition geladen hatte.

## Unfallhergang
Die Zivilbevölkerung plünderte die Züge. Pulverfässer wurden entleert, das nun frei herumliegende Schießpulver wurde versehentlich entzündet – vielleicht durch eine weggeworfene Zigarette – und explodierte neben Artilleriemunition und Kesselwagen mit brennbaren Flüssigkeiten, die wiederum explodierten. Es kam durch die Druckwelle der Explosion und herumfliegende Teile zerstörter Güterwagen zu schweren Schäden in der Umgebung. Gebäude im Umkreis von 500 Metern brannten.

## Folgen

### Unmittelbare Folgen
Elf Menschen starben, eine unbekannte Zahl wurde darüber hinaus verletzt. Von der Eisenbahnersiedlung in der Truderinger Straße wurden 70 % der Wohnungen beschädigt und waren anschließend zum Teil unbewohnbar.
Die Berufsfeuerwehr München war mit 10 Löschgruppen im Einsatz. Sie kuppelten und schoben selbst Wagen des Munitionszuges auseinander, um so weitere Explosionen zu verhindern, denn Eisenbahner waren nicht mehr vor Ort. Während der Arbeiten explodierte im Umfeld ständig weiterer Sprengstoff. Zwölf amerikanische Sanitätsfahrzeuge und sehr viele GIs halfen und stellten den Krankenhäusern, die die Verletzten aufnahmen, große Mengen Verbandszeug zur Verfügung.

### Rezeption der Anzahl der Toten
Aufgrund der Situation am Kriegsende – Zeitungen erschienen nicht mehr, die Verwaltung hatte aufgehört zu arbeiten – ist der Unfall nur in sehr geringem Umfang verlässlich dokumentiert, die Quellenlage dürftig. So konnte auch das Gerücht entstehen, es habe 117 oder gar nahezu 300 Tote gegeben, der Unfall habe damit zu den schwersten in der Geschichte der deutschen Eisenbahn gezählt. Sicher war es einer der schwersten Zivilunfälle und einer der größten Brände außerhalb der Kriegshandlungen in der Geschichte Münchens. Allerdings berichten alle Quellen, die zeitlich nah an dem Unfall liegen, von einer sehr viel geringeren Zahl von Todesopfern. Die zeitnächste Quelle spricht von 11 Opfern: Der Ortspfarrer und Zeitzeuge Friedrich Jacob berichtet an seinen Bischof explizit von „8 Katholiken, 3 Protestanten“, die ums Leben gekommen seien, also 11 Toten. Ein Bericht der Berufsfeuerwehr München führt neun Jahre nach dem Ereignis aus: Es „[…] kamen mehrere Menschen ums Leben“, eine Formulierung, die bei 117 oder gar „an die 300“ Toten völlig unangemessen wäre.